# Vijfde Zwitserland
Het Vijfde Zwitserland (Frans: Cinquième Suisse) duidt op de groep van Zwitsers die in het buitenland wonen. De term wordt in Franstalig Zwitserland wel gebruikt bij de bekendmaking van verkiezingsresultaten.
De term Vijfde Zwitserland geldt als een vijfde bevolkingsgroep onder de Zwitsers, naast de bevolkingsgroepen die een van de vier officiële landstalen van Zwitserland spreken. De Zwitserse landstalen zijn het Frans, het Duits, het Italiaans en het Reto-Romaans.
Zwitsers die in het buitenland wonen, kunnen sinds 1 juli 1992 per post hun stem uitbrengen voor de federale verkiezingen. In sommige kantons kan ook voor de kantonnale en lokale verkiezingen vanuit het buitenland gestemd worden.
Radiopresentatrice Marie-Claude Leburgue presenteerde een programma met de naam Rendez-vous avec la cinquième Suisse.
- Historisch woordenboek van Zwitserland: 007990